# Собор Святих Станіслава і Вацлава (Краків)

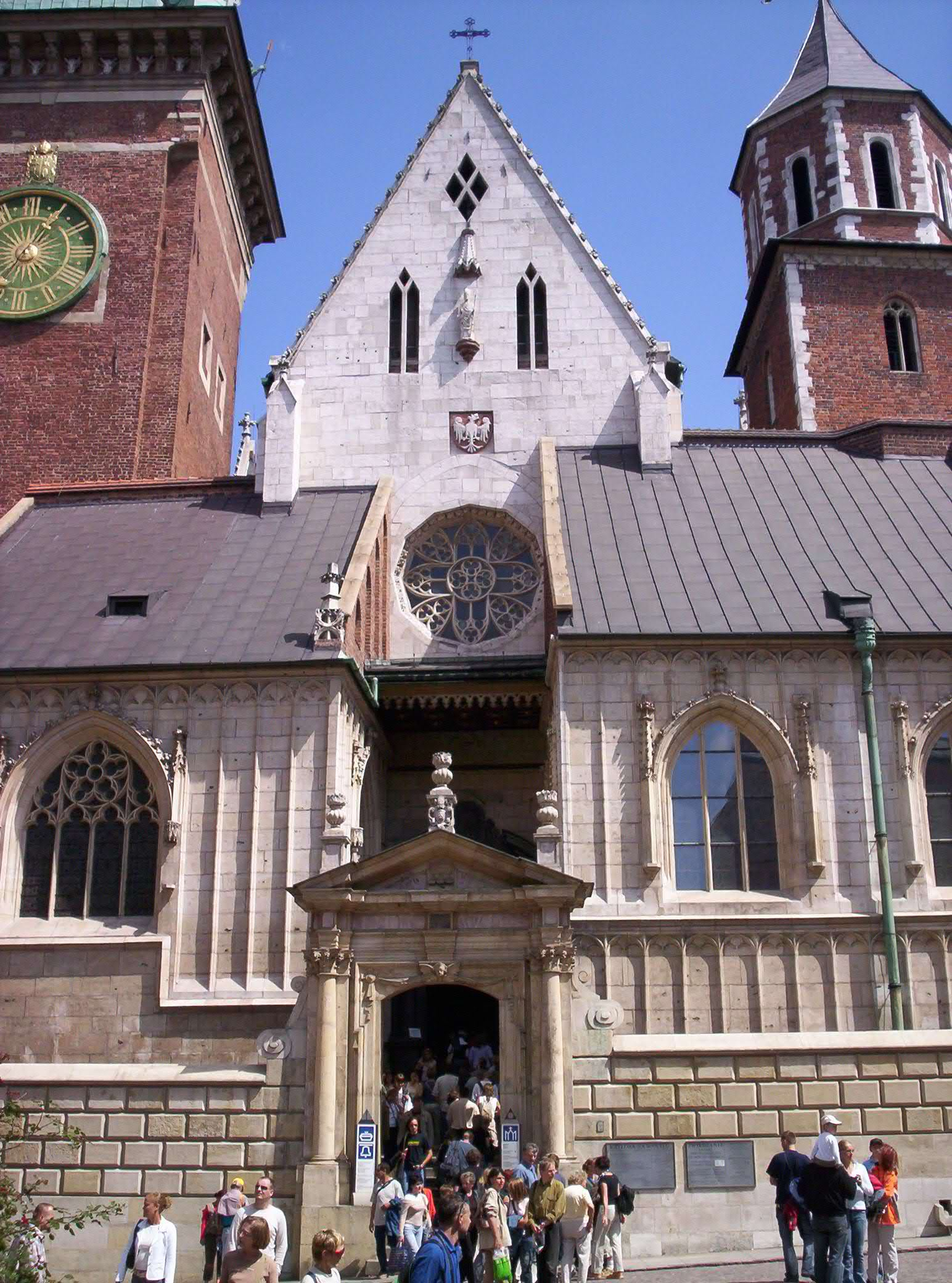
Головний вхід

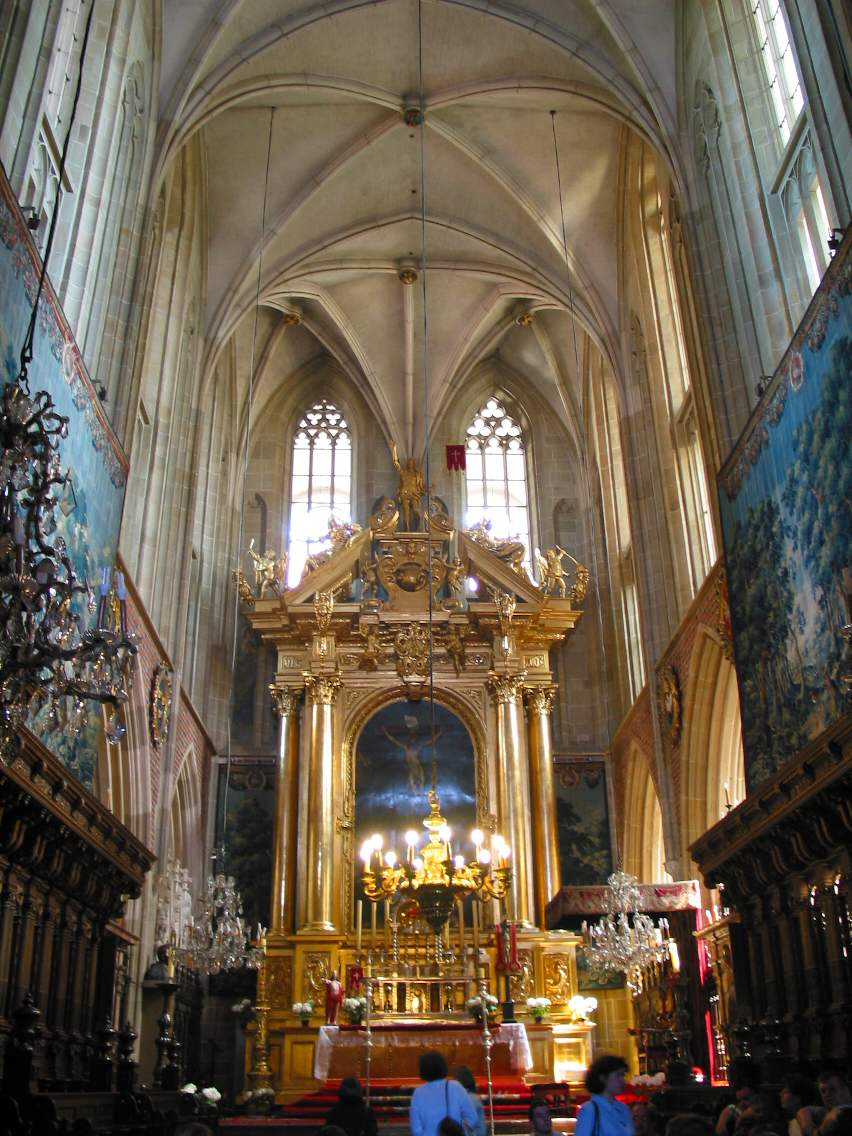
Інтер'єр собору

Базиліка архікатедральна святих Станіслава і Вацлава (пол. Bazylika archikatedralna św. Stanisława i św. Wacława), відома також як Вавельська катедра — культова споруда, катедральний храм, розташований на території Вавельського королівського палацу. Собор належить Краківській архидієцезії Римо-католицької церкви в Польщі і названий на честь благовірного князя чеського святого Вацлава та польського єпископа мученика святого Станіслава (Щепановського).

## Історія
На місці нинішнього храму раніше розташовувалися дві інших будівлі: Кафедральний костел святого Вацлава (був побудований в 1020 і зруйнований чеським князем Бржетиславом у 1038) і освячений у 1142 тринавний костел єпископа і святого великомученика Станіслава (Щепановського). Ця будівля теж стала жертвою пожежі в 1305, залишилася тільки крипта Святого Леонарда.
Кілька років пізніше єпископ Нанкер почав будувати третій, вже готичний храм. Оскільки Краків залишався до 1609 столицею Польщі, кафедральний собор служив одночасно придворним храмом, а в підземних усипальницях поховані королі Польщі.
Вавельський собор був у наступних століттях багато разів перебудований. Навколо будівлі були побудовані каплиці, серед них каплиця короля Сигізмунда (Зигмунта), шедевр ренесансної архітектури, роботи італійського зодчого Бартоломео Береччі (1533).
На дзвіниці Зигмунта, побудованій у XIV столітті як частина укріплень Вавельського пагорба, знаходиться дзвін «Зигмунд» — найвідоміший зі дзвонів Польщі і є національним символом країни.
28 березня 1931 собор внесено до реєстру пам'яток культури Малопольського воєводства.

## Опис
До складу храму, зокрема, входять:
- Три вежі (Годинникова, Срібних дзвонів та Зигмунтівська)
- Каплиці Святої Трійці, Чорторийських, єпископа Самуеля Мацейовського, Ліпських, Скотницьких (пол. Skotnickich), Зебжидовських, єпископа Гамрата (пол. Gamrata), Мансіонарська, єписокпа Томицького (пол. Tomickiego), Залуського (пол. Załuskiego), Яна Ольбрахта, Якуба Задзіка, Яна Конарського, Зигмунтівська, Ваз, Шафранців, Потоцьких, Свентокшиська
- Надгробки Владислава Ягайла, Владислава Локетка, Фридерика Ягеллончика, Ядвіги Анжуйської, Анни Целейської, Станіслава Анквича, пам'ятники Владислава Варненчика, Міхала Вишневецького та Елеонори, Яна Собеського і Марії Казимири, кардинала Альбіна Дунаєвського
- Крипта народних пророків
- Дзвони: Зигмунт, Станіслав, Вацлав, Кардинал, Урбан; на вежі Срібних дзвонів — Збишко (Говорек), Герман (Новак), Мацек (пол. Maciek), Іоан Павло ІІ (появився 2014 року).[2]

## Поховання
Цей собор відомий як місце коронації польських королів, а також як місце їх поховання. Крім них тут поховані інші провідні польські діячі. У 1399 році в архікатедральному соборі була похована королева Польщі свята Ядвіга, а в XVII столітті побудований у центрі собору мавзолей святого Станіслава (Щепановського).
| Королі Польщі |  | Святі |
| --- |  | --- |
| - Владислав I Локетек - Казимир III Великий - Ядвіґа Анжуйська - Владислав II Ягайло - Казимир IV Ягеллончик - Ян I Ольбрахт - Сигізмунд I Старий - Сигізмунд II Август - Стефан Баторій - Анна Ягеллонка - Сигізмунд III Ваза - Владислав IV Ваза - Ян II Казимир - Міхал Корибут Вишневецький - Ян III Собеський - Август II Фрідріх - Владислав III Варненьчик |  | - Святий Станіслав (Щепановський) - королева Ядвіґа Інші особи - Адам Стефан Сапіга - Тадеуш Костюшко - Юзеф Пілсудський - Владислав Сікорський - Юзеф Понятовський - Адам Міцкевич - Лех і Марія Качинські - Юліуш Словацький - Ципріан Каміль Норвід - Фелікс Турський - Анджей Станіслав Залуський - Шимон Старовольський - Анджей Зебжидовський. |